# Lophura swinhoii

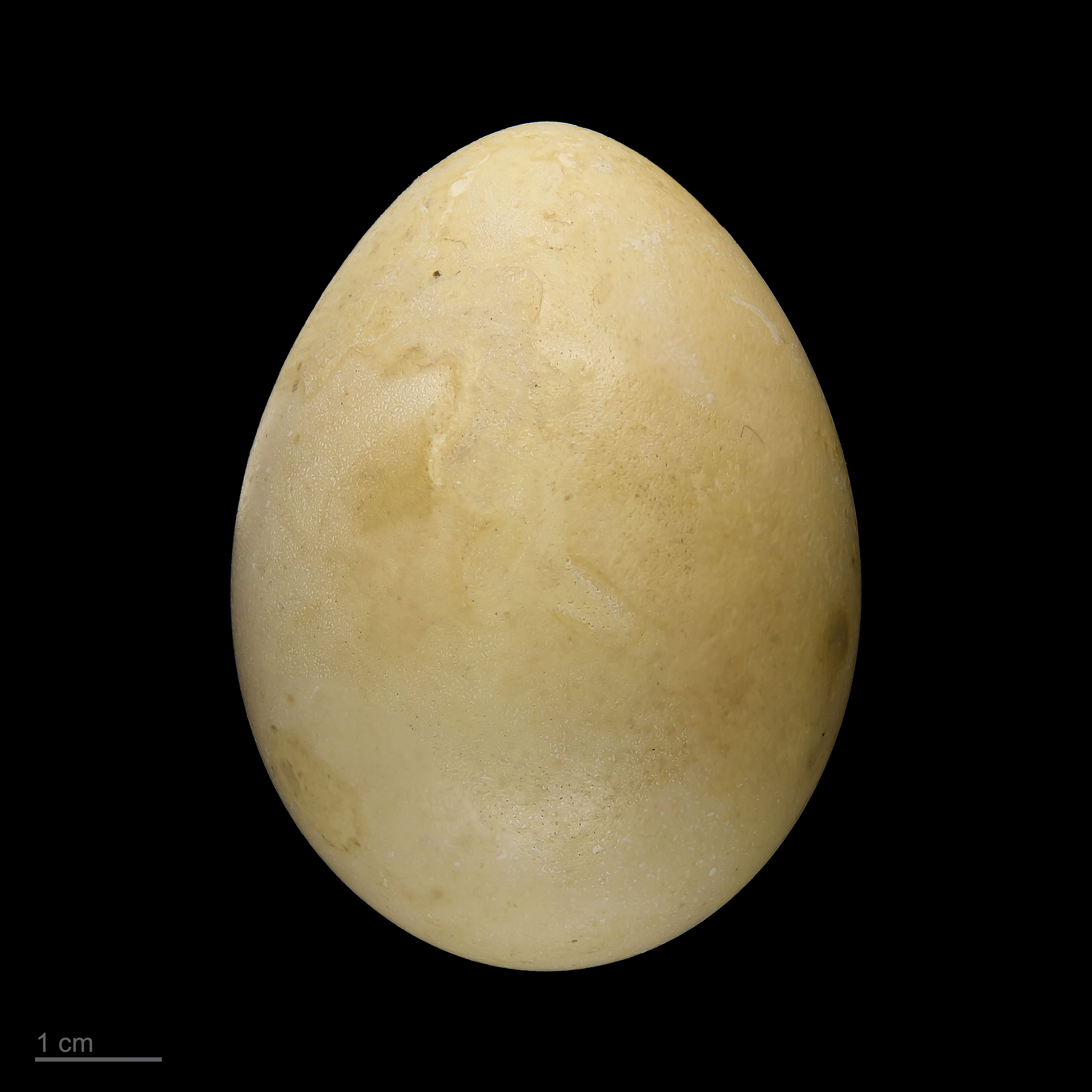
Lophura swinhoii - MHNT

El faisán de Swinhoe (Lophura swinhoii) es una especie de ave galliforme de la familia Phasianidae endémica de Taiwán. No se conocen subespecies.
Especie exclusiva de la isla de Taiwán (Asia oriental). Está protegido en una gran reserva. Esta especie como los otros faisanes de plumaje variopinto, está sometida a un intenso comercio.